# Чорногорія на зимових Олімпійських іграх 2010
Чорногорія на зимових Олімпійських іграх 2010 року у Ванкувері була представлена одним спортсменом Бояном Косичем в 1 виді спорту — гірськолижний спорт. Прапороносцем на церемонії відкриття Олімпіади був єдиний представник країни, гірськолижник Боян Косич.
Чорногорія, як незалежна держава, вперше взяла участь у зимових Олімпійських іграх. Чорногорські спортсмени не здобули жодної медалі

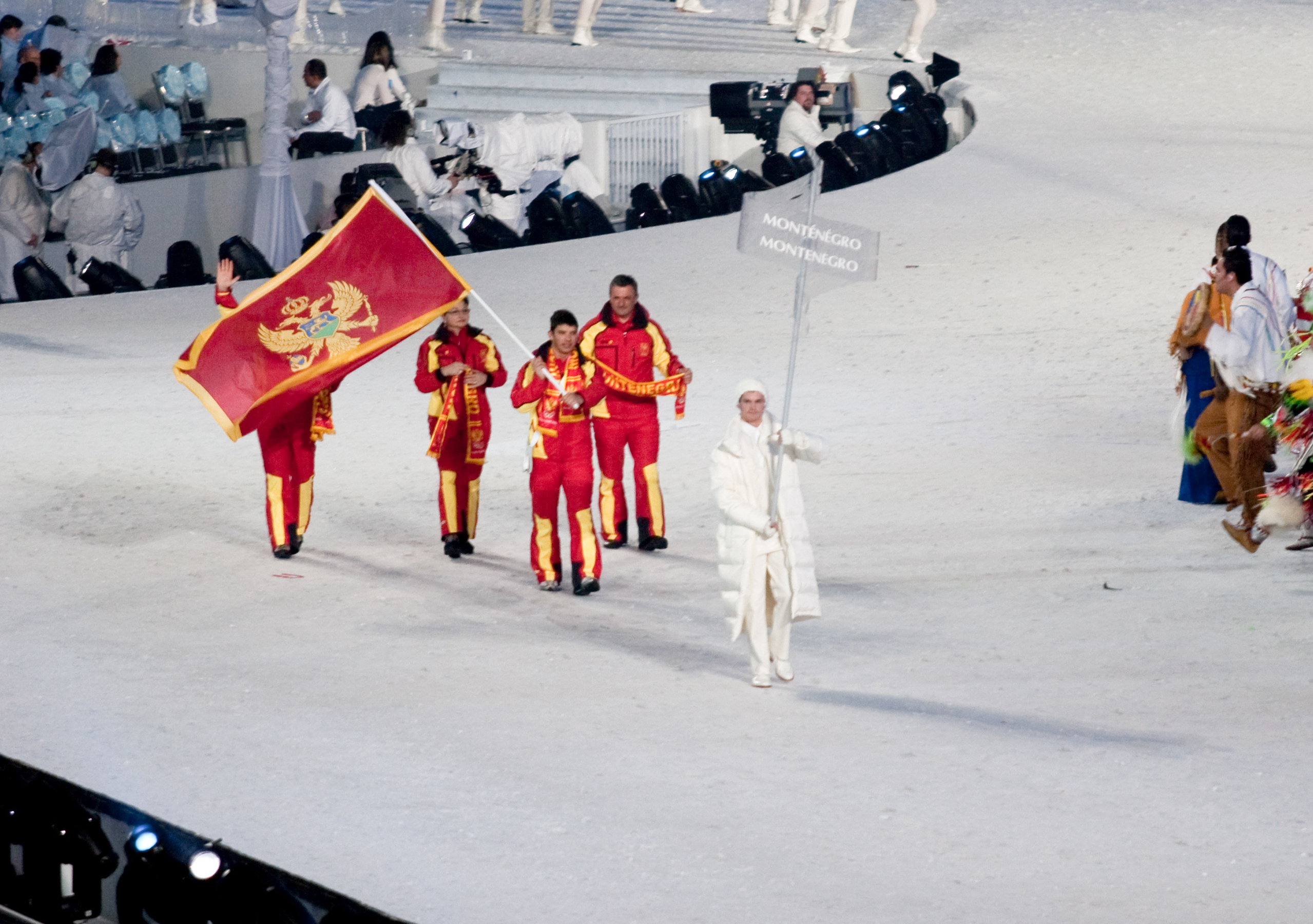
Збірна Чорногорії під час Параду націй на церемонії відкриття Олімпіади

## Гірськолижний спорт
| Спортсмен  | Дисципліна                   | Спуск 1 | Спуск 1 | Спуск 2 | Спуск 2 | Разом   | Разом | Разом |
| Спортсмен  | Дисципліна                   | Час     | Місце   | Час     | Місце   | Час     | Місце |       |
| ---------- | ---------------------------- | ------- | ------- | ------- | ------- | ------- | ----- | ----- |
| Боян Косич | гігантський слалом, чоловіки | 1:27.74 | 70      | 1:30.29 | 60      | 2:58.03 | 61    |       |
| Боян Косич | слалом, чоловіки             | 56.15   | 46      | 59.17   | 41      | 1:55.32 | 40    |       |